# Hipócrates
Hipócrates de Cos –en griego antiguo: Ἱπποκράτης; en griego moderno: Ιπποκράτης; en latín: Hippocrates– (Cos, c. 460 a. C.-Tesalia c. 370 a. C.) fue un prestigioso médico de la Antigua Grecia que ejerció durante el llamado siglo de Pericles. Es ampliamente considerado uno de los más destacados exponentes en la historia de la medicina, y muchos autores se refieren a él como el «padre de la medicina», en reconocimiento a sus importantes y duraderas contribuciones a esta ciencia, como fundador de la escuela que lleva su nombre. Esta escuela intelectual revolucionó la medicina de su época, estableciéndola como una disciplina separada de otros campos con los cuales se la había asociado tradicionalmente (principalmente la teúrgia y la filosofía) y convirtiendo el ejercicio de la misma en una auténtica profesión.
Sin embargo, suelen entremezclarse los descubrimientos médicos de los escritores del Corpus hippocraticum, los practicantes de la medicina hipocrática y las acciones del mismo Hipócrates, por lo que se sabe muy poco sobre lo que el propio Hipócrates pensó, escribió e hizo realmente. A pesar de esta indefinición, Hipócrates es presentado a menudo como paradigma del médico antiguo. En concreto, se le atribuye un gran progreso en el estudio sistemático de la medicina clínica, reuniendo el conocimiento médico de escuelas anteriores y prescribiendo prácticas médicas de gran importancia histórica, como el juramento hipocrático y otras obras.
No hay que confundirlo con Hipócrates de Quíos, matemático griego del siglo V a. C., que nació en la isla de Quíos, no muy lejos de la de Cos, cuyo hito más importante fue la cuadratura de la lúnula.

## Biografía

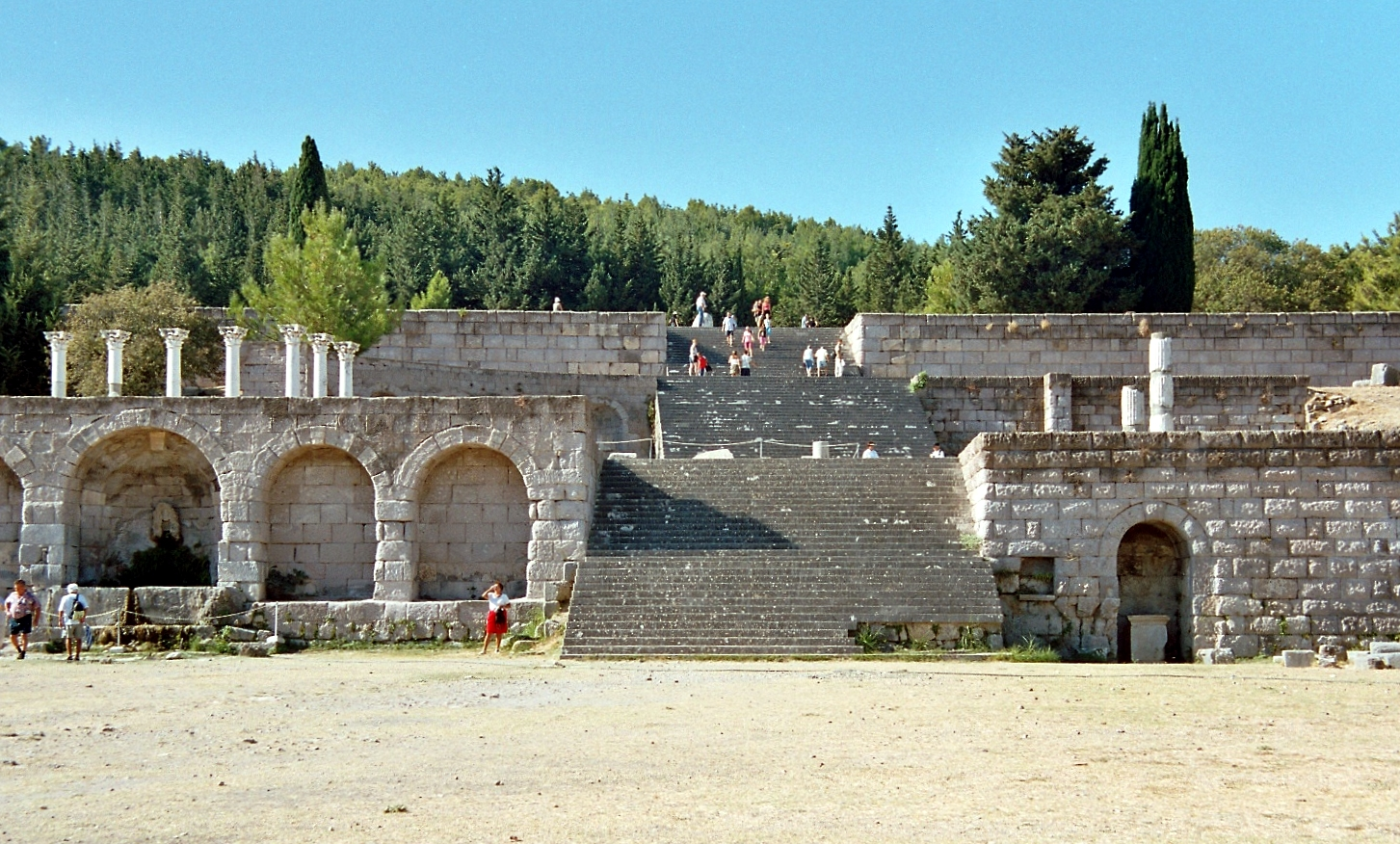
El Asclepeion de Cos

Sorano afirma que el padre de Hipócrates se llamaba Heráclides y era médico. Su madre, por su parte, se llamaba Praxítela, hija de Tizane. Hipócrates tuvo dos hijos, Tesalo y Draco, y al menos una hija, puesto que tanto sus hijos varones como su yerno, Polibio, fueron alumnos suyos. Según Galeno, un médico romano, Polibio fue el auténtico sucesor de Hipócrates, mientras que Tesalo y Draco tuvieron cada uno un hijo, a los que llamaron Hipócrates.
El mismo biógrafo relata que Hipócrates aprendió medicina de su padre y su abuelo, además de estudiar filosofía y otras materias con Demócrito y Gorgias. Probablemente continuó su formación en el Asclepeion de Cos y fue discípulo del médico tracio Heródico de Selimbria.
La única mención contemporánea que se conserva de Hipócrates proviene del diálogo de Platón Protágoras, en el que el filósofo lo describe como «Hipócrates de Cos, el de los Asclepíadas».
Hipócrates enseñó y practicó la medicina durante toda su vida, viajando al menos a Tesalia, Tracia y el mar de Mármara. Se cree que murió en Larisa a una edad de entre 83 y 90 años, aunque según algunas fuentes superó largamente los 100 años. Se conservan diferentes relatos sobre su muerte.

## Teoría hipocrática
El concepto de salud y enfermedad y el enfoque diagnóstico, terapéutico y ético de la medicina ha sufrido notables cambios en el transcurso de la historia. No es igual el pensamiento médico actual que el de hace tres mil años. Ni siquiera es igual en todas las actuales culturas.
Las escuelas de medicina de la Grecia Clásica estaban divididas en dos tendencias fundamentales respecto a cómo se tenían que tratar las enfermedades. Por una parte, la escuela de Cnido se concentraba en el diagnóstico, mientras que la de Cos se centraba en el cuidado del paciente y el pronóstico. En general, la medicina de la época de Hipócrates desconocía muchos aspectos de la anatomía y la fisiología humanas, a causa del tabú griego que prohibía la disección de cadáveres. Por lo tanto, las enseñanzas de la escuela cnidia, aunque tenían una gran valía en el tratamiento de enfermedades comunes, no eran capaces de determinar la causa de enfermedades con síntomas poco conocidos. Por su parte, la escuela hipocrática o de Cos tuvo más éxito aplicando diagnósticos generales y tratamientos pasivos y fue capaz de tratar enfermedades de manera eficaz, lo que permitió un gran desarrollo en la práctica clínica.
La medicina hipocrática y su filosofía se alejan bastante de la medicina actual, en la que el médico busca un diagnóstico específico y un tratamiento especializado, tal como lo promovía la escuela de Cnido. Este cambio en el pensamiento médico desde el tiempo de Hipócrates ha provocado que el médico de Cos recibiera duras críticas a lo largo de los últimos siglos, siendo la pasividad del tratamiento hipocrático el objeto de algunas denuncias especialmente críticas; por ejemplo, el médico francés M. S. Houdart se refirió al tratamiento hipocrático como «una meditación sobre la muerte».

### Conceptos generales

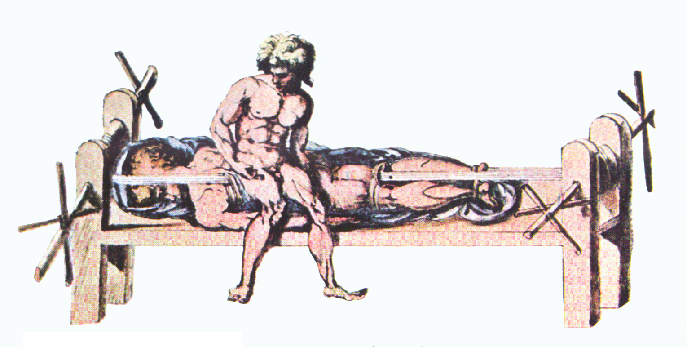
Dibujo de un «banco hipocrático» en un grabado del período bizantino

La medicina hipocrática es ahora considerada pasiva. El enfoque terapéutico se basaba en el poder curativo de la naturaleza (vis medicatrix naturae en latín). Según esta doctrina, el cuerpo contiene de forma natural el poder intrínseco de sanarse (physis) y cuidarse. La terapia hipocrática se concentraba simplemente en facilitar este proceso natural. Para hacerlo, Hipócrates creía que «el reposo y la inmovilidad [eran] de gran importancia». En general, la medicina hipocrática era muy cuidadosa con el paciente: el tratamiento era suave y destacaba la importancia de mantener al paciente limpio y estéril. Por ejemplo, solo se utilizaba agua limpia o vino para las heridas, aunque los tratamientos «secos» eran preferibles. A veces se empleaban linimentos balsámicos.
Hipócrates era reacio a administrar drogas o emprender tratamientos especializados, por lo que, tras el diagnóstico general, seguía una terapia generalizada. Sin embargo, en determinadas ocasiones usaba drogas potentes. Este enfoque pasivo tuvo mucho éxito a la hora de tratar trastornos relativamente simples, como los huesos rotos, que requerían tracción para estirar el sistema esquelético y aliviar la presión en la zona lesionada. Se utilizaban el «banco hipocrático» y otros ingenios similares con estos fines.
Uno de los puntos fuertes de la medicina hipocrática es la importancia que daba al pronóstico. En tiempo de Hipócrates, la terapia medicinal estaba poco desarrollada y a menudo lo mejor que podía hacer el médico era evaluar una enfermedad y deducir el curso más probable, basándose en las informaciones recogidas en historiales de casos similares.

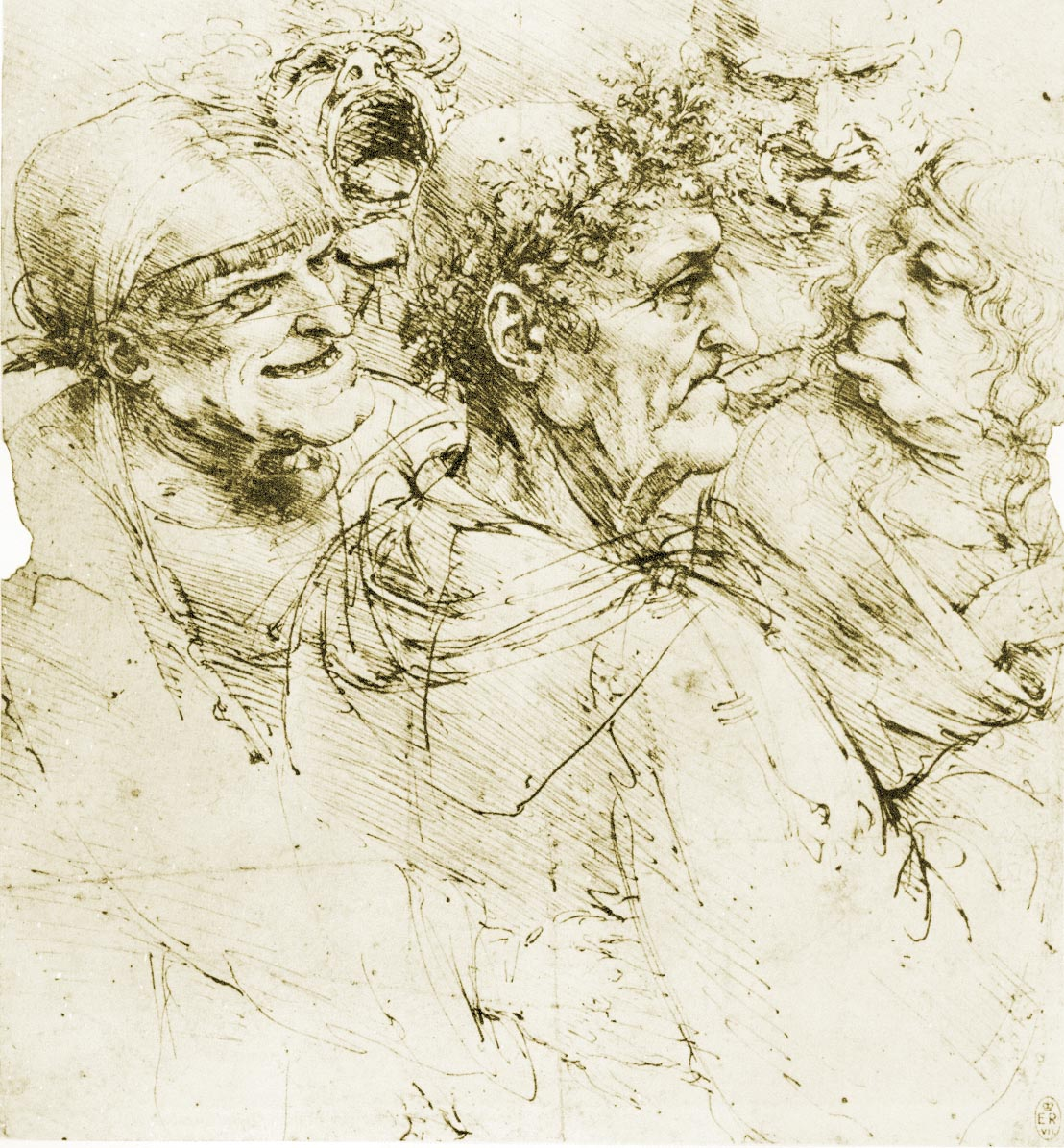
Cinco cabezas grotescas, ilustración de los cuatro humores y temperamentos (colérico, melancólico, sanguíneo y flemático), en torno a un perfil clásico (dibujo de Leonardo da Vinci, hacia 1490).

#### Los cuatro humores
La escuela hipocrática sostenía que la enfermedad era el resultado de un desequilibrio en el cuerpo de los cuatro humores, unos fluidos que en las personas sanas se encontraban naturalmente en una proporción semejante (pepsos). Cuando los cuatro humores (sangre, bilis negra, bilis amarilla y flema) se desequilibraban (dyscrasia, mala mezcla), el individuo enfermaba y permanecía enfermo hasta que se recuperaba el equilibrio. La terapia hipocrática se concentraba en restaurar este equilibrio. Por ejemplo, se creía que tomar cítricos era beneficioso cuando había un exceso de flema.

#### Crisis
Otro concepto importante en la medicina hipocrática es el de «crisis», un momento en el curso de la enfermedad en que o bien la enfermedad se hacía paulatinamente más grave y el paciente sucumbía y moría, o bien pasaba todo lo contrario y los procesos naturales permitían la recuperación del paciente. Después de una crisis se podía producir una recaída y después una nueva crisis decisiva. Según esta doctrina, las crisis tienden a producirse en días críticos, que se suponía que eran un tiempo fijo después de contraer la enfermedad. Si la crisis se producía lejos de un día crítico, se podía esperar una recaída. Galeno creía que esta idea empezó con Hipócrates, aunque es posible que fuera anterior.

### Profesionalismo

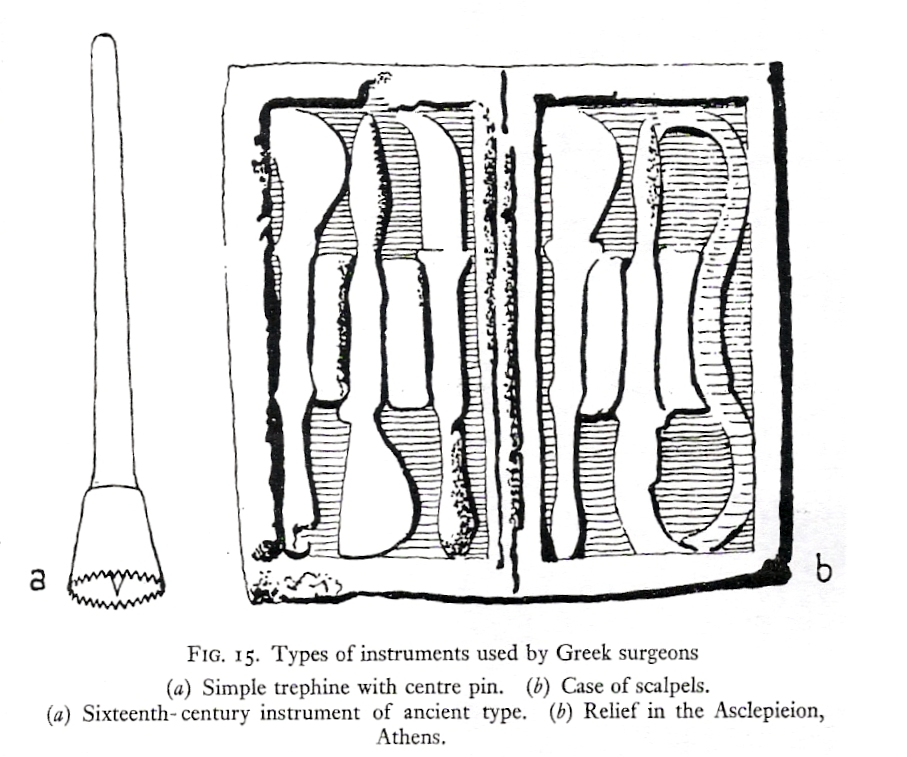
Una serie de útiles quirúrgicos de la antigua Grecia. A la izquierda hay un trépano y a la derecha un conjunto de escalpelos. La medicina hipocrática hacía un buen uso de estas herramientas.

La medicina hipocrática destacaba por su estricto profesionalismo, caracterizado por una disciplina y prácticas rigurosas. La obra hipocrática Sobre el médico recomienda que los médicos siempre fueran bien aseados, honestos, tranquilos, comprensivos y serios. El médico hipocrático daba especial atención a todos los aspectos de su práctica: debía seguir especificaciones detalladas para «la iluminación, el personal, los instrumentos, el posicionamiento del paciente y las técnicas de vendaje y entablillado» en el antiguo quirófano. Debía, incluso, mantener sus uñas con una longitud precisa.
También se daba mucha importancia a las doctrinas clínicas de observación y documentación. Estas doctrinas dictan que los médicos tienen que registrar sus descubrimientos y métodos medicinales de manera muy clara y objetiva, a fin de que estos registros se puedan transmitir y utilizarse por otros facultativos. Hipócrates anotaba regularmente y de manera precisa muchos síntomas, incluyendo la complexión, el pulso, la fiebre, el dolor, los movimientos y la excreción. Se afirma que medía el pulso de los pacientes cuando examinaba por primera vez al enfermo para saber si mentía. Hipócrates extendió las observaciones clínicas a la historia familiar y el ambiente. Garrison apunta que «la medicina debe a Hipócrates el arte de la inspección y la observación clínica». Por este motivo, quizás resulta más correcto llamarlo el «Padre de la medicina clínica».

### Dietética

Cualidades de los cuatro elementos de la antigüedad griega

Según Hipócrates, la alimentación también tenía que variar según el clima y las estaciones, que creía que influían en los humores. En invierno, un periodo en que domina el frío y la humedad, sería preferible consumir carnes con salsa, cocinadas con especias calientes; en primavera, cuando domina el calor y la humedad, se aconsejaba pasar poco a poco de los pucheros a los asados y empezar a comer más legumbres verdes; en verano, cuando domina el calor, sería el momento de consumir carnes y pescados a la plancha, más ligeros, y preferir alimentos fríos y húmedos como el melón, la ciruela o la cereza; en otoño, un periodo en que empieza el frío, haría falta comer alimentos apetitosos y ligeramente ácidos para expulsar la melancolía, así como reducir el consumo de vino y frutas.

## Contribuciones directas a la medicina

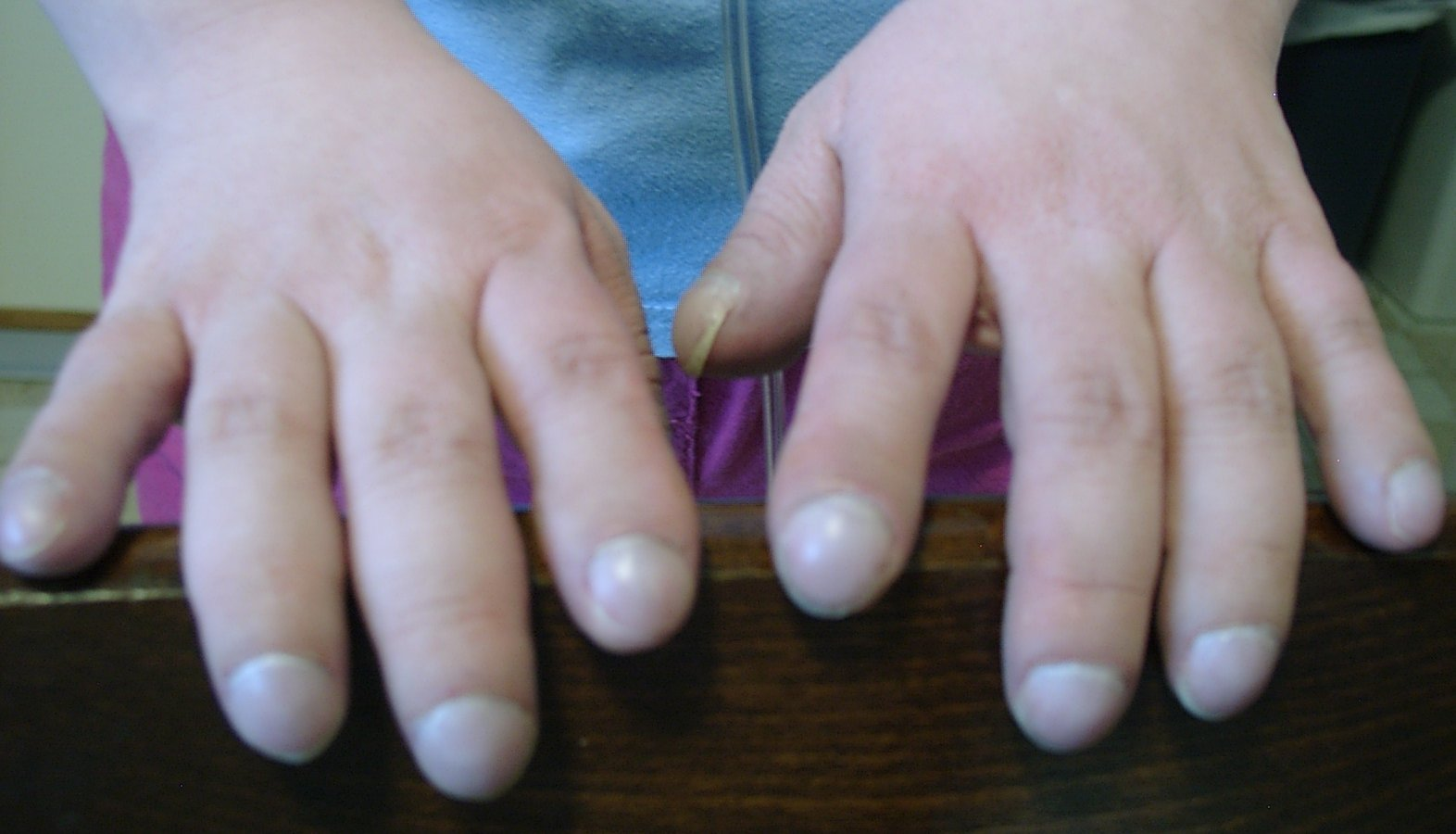
Dedos con acropaquia en un paciente con síndrome de Eisenmenger. Descrita por primera vez por Hipócrates, la acropaquia también es conocida con el nombre de «dedos hipocráticos».

Hipócrates y sus seguidores fueron los primeros en describir muchas enfermedades y trastornos médicos. Se le atribuye la primera descripción de la acropaquia, un signo clínico importante en la enfermedad pulmonar obstructiva crónica, el cáncer de pulmón y la cardiopatía cianótica. También fue el primer médico que describió la «cara hipocrática» en su obra Prognosis (El libro de los pronósticos). Es célebre la alusión de Shakespeare a esta descripción cuando escribe sobre la muerte de Falstaff en el Acto II, Escena III de la obra Enrique V.
Hipócrates empezó a clasificar las enfermedades en agudas, crónicas, endémicas y epidémicas, y a utilizar términos como «exacerbación», «recaída», «resolución», «crisis», «paroxismo», «pico» y «convalecencia», términos que todavía tienen un uso destacado en la práctica médica. Otras de las grandes contribuciones de Hipócrates son sus descripciones de la sintomatología, el tratamiento quirúrgico y el pronóstico del empiema torácico, una supuración del revestimiento de la cavidad torácica. Sus enseñanzas todavía son relevantes para los estudiantes de neumología y cirugía de hoy en día. Hipócrates fue el primer cirujano torácico de quien se tiene constancia y sus descubrimientos todavía son válidos en su mayoría.
La escuela hipocrática de medicina describió correctamente las enfermedades del recto y su tratamiento, a pesar de la pobre teoría médica desarrollada hasta entonces. Por ejemplo, las hemorroides, que, aunque se creía que eran provocadas por un exceso de bilis y flema, eran tratadas por los médicos hipocráticos con técnicas relativamente avanzadas. La cauterización y la escisión son descritas en el Corpus hipocrático junto con los otros métodos más recomendados en la actualidad: ligar las hemorroides con una pequeña tira de caucho impidiendo la llegada del flujo de sangre y secarlas con una plancha caliente. También se sugieren otros tratamientos, como la aplicación de diversos ungüentos. Hoy en día, el tratamiento de las hemorroides «todavía incluye la quemadura, el estrangulamiento y la escisión». Además, algunos de los conceptos fundamentales de la proctoscopia descritos en el corpus todavía son útiles, como, por ejemplo, el uso del espéculo rectal, considerada la referencia más antigua conocida a la endoscopia.

## Corpus hipocrático

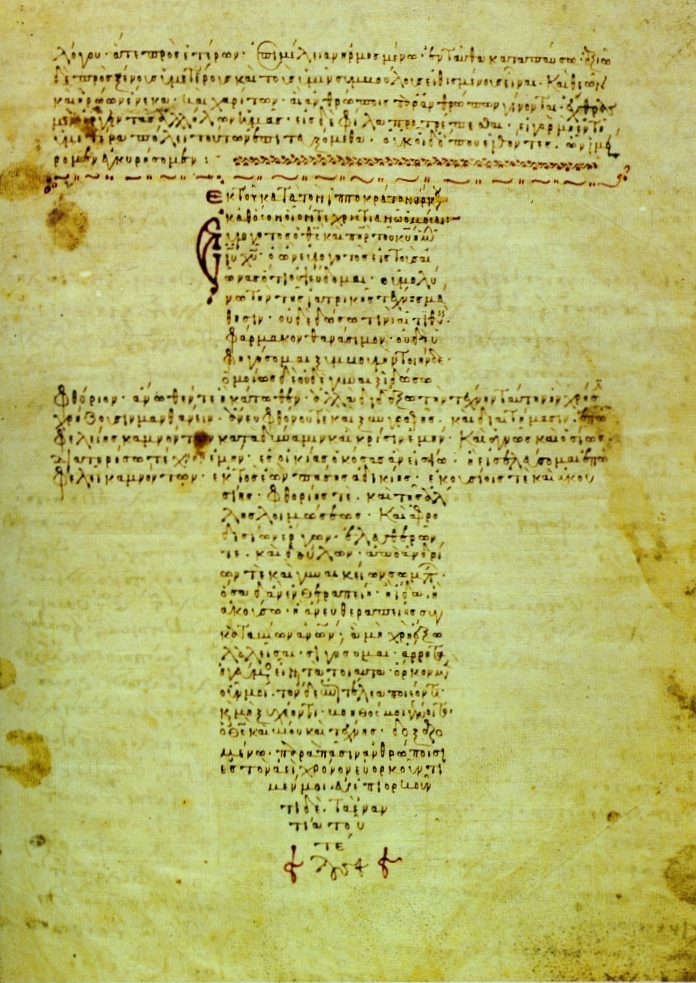
Juramento hipocrático en forma de cruz en un manuscrito bizantino del

El corpus hipocrático (en latín, Corpus Hippocraticum) es una colección de unas setenta obras médicas de la antigua Grecia escritas en griego jónico. No se ha aclarado definitivamente si el autor del corpus fue el mismo Hipócrates, pues es probable que los volúmenes fueran creados por sus estudiantes y discípulos. A causa de la variedad de temas, estilos de escritura y fecha aparente de creación, los estudiosos creen que el corpus hipocrático no podría haber sido escrito por una sola persona, sino por hasta diecinueve autores diferentes. En la antigüedad, el Corpus era atribuido a Hipócrates y sus enseñanzas seguían generalmente los principios del médico griego, de manera que el Corpus acabó recibiendo su nombre. En realidad, podrían ser los restos de una biblioteca de Cos o una colección compilada en el siglo III a. C. en Alejandría.
El Corpus hipocrático contiene libros de texto, lecciones, investigaciones, notas y ensayos filosóficos sobre diversos temas médicos, que no siguen ningún orden concreto. Estas obras fueron escritas para públicos diferentes, tanto especialistas como legos y a veces estaban redactadas desde puntos de vista opuestos, por lo que se pueden observar contradicciones importantes entre diferentes obras del corpus. Entre estos tratados destacan El juramento hipocrático, El libro de los pronósticos, Sobre el régimen en las enfermedades agudas, Aforismos, Sobre los aires, las aguas y los lugares, Instrumentos de reducción, Sobre la enfermedad sagrada, etcétera.
Sus obras fueron traducidas al inglés, por primera vez de forma completa, por el médico escocés Francis Adams como The Genuine Works of Hippocrates (Las obras genuinas de Hipócrates) en 1849, revitalizando el interés médico e histórico en las obras de Hipócrates. En español está traducido todo el corpus en varios volúmenes:
- Hipócrates. Tratados hipocráticos. Obra completa. Madrid: Editorial Gredos. ISBN 978-84-249-1425-7.

1. Volumen I: Juramento; Ley; Sobre la ciencia médica; Sobre la medicina antigua; Sobre el médico; Sobre la decencia; Aforismos; Preceptos; El pronóstico; Sobre la dieta en las enfermedades agudas; Sobre la enfermedad sagrada. 1990. ISBN 978-84-249-0893-5.
2. Volumen II: Sobre los aires, aguas y lugares; Sobre los humores; Sobre los flatos; Predicciones I; Predicciones II; Prenociones de Cos. 1997. ISBN 978-84-249-1018-1.
3. Volumen III: Sobre la dieta; Sobre las afecciones; Apéndice a «Sobre la dieta en las enfermedades agudas»; Sobre el uso de los líquidos; Sobre el alimento. 1997. ISBN 978-84-249-1019-8.
4. Volumen IV: Tratados ginecológicos: Sobre las enfermedades de las mujeres; Sobre las mujeres estériles; Sobre las enfermedades de las vírgenes; Sobre la superfetación; Sobre la escisión del feto; Sobre la naturaleza de la mujer. 1988. ISBN 978-84-249-1282-6.
5. Volumen V: Epidemias. 1989. ISBN 978-84-249-1384-7.
6. Volumen VI: Enfermedades. 1990. ISBN 978-84-249-1426-4.
7. Volumen VII: Tratados quirúrgicos. 1993. ISBN 978-84-249-1610-7.
8. Volumen VIII: Naturaleza del hombre; Lugares en el hombre; Carnes; Corazón; Naturaleza de los huesos; Generación; Naturaleza del niño; Enfermedades IV; Parto de ocho meses; Parto de siete meses; Dentición; Visión; Glándulas; Anatomía; Semanas; Crisis; Días críticos; Remedios; Juramento II. 2003. ISBN 978-84-249-2376-1.

### Juramento hipocrático
El juramento hipocrático, un documento fundamental para la ética y deontología de la práctica médica, fue atribuido a Hipócrates en la antigüedad, aunque investigaciones más modernas indican que podría haber sido escrito después de su muerte. Es probablemente el documento más célebre del Corpus hipocrático. Recientemente se ha puesto en duda la autenticidad del autor del documento, que para algunos investigadores proviene de una presunta escuela pitagórica de medicina, de la que no se tiene más noticias. Aunque hoy en día el juramento solo se utiliza raramente en su forma original, sirve de base para otros juramentos y leyes similares que definen las buenas prácticas y morales médicas. Los licenciados que están a punto de empezar la práctica médica tradicionalmente pronuncian este juramento.

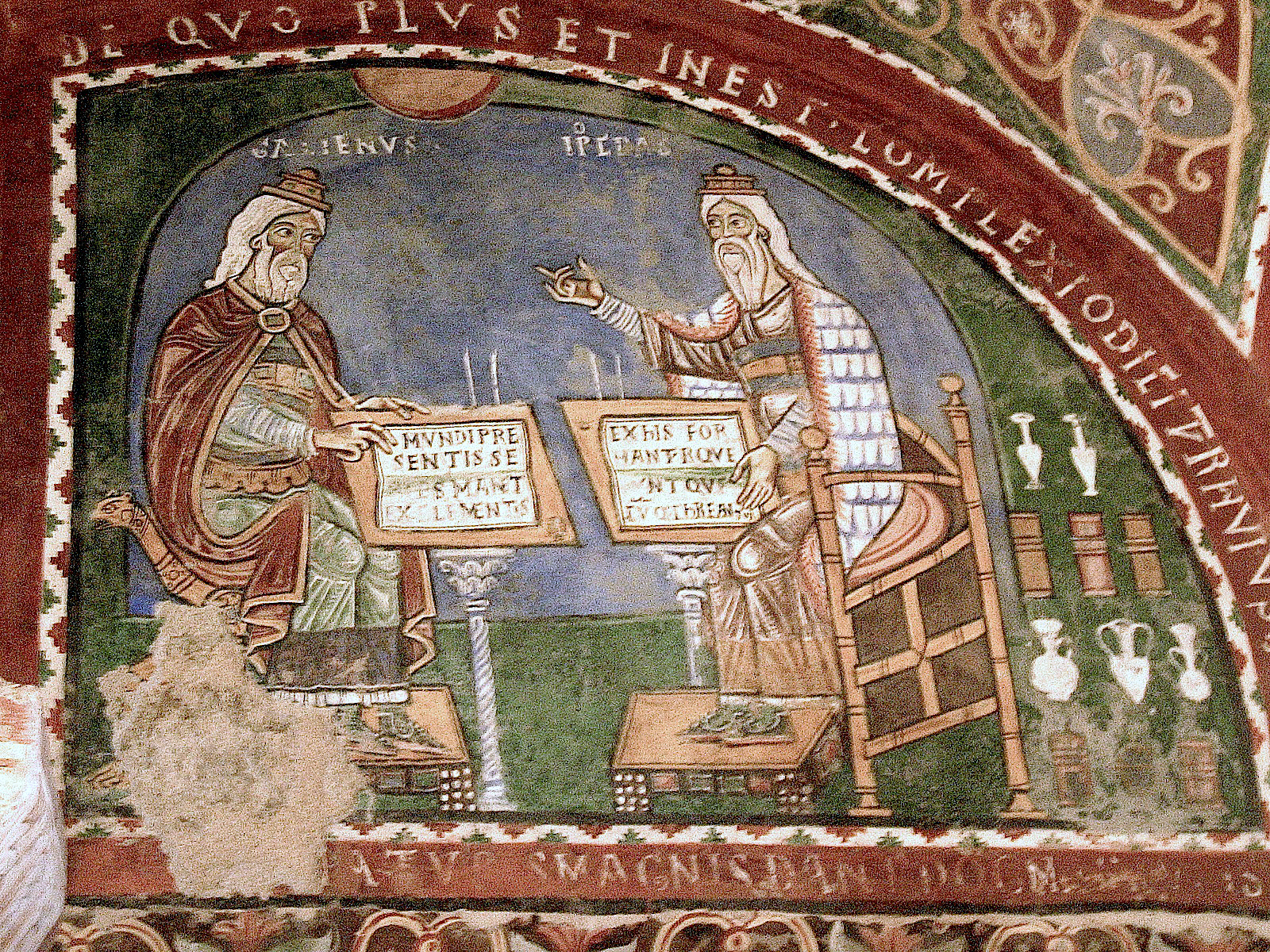
Pintura mural que representa a Galeno e Hipócrates. Siglo XII, Anagni (Italia).

## Legado
Está muy extendida la consideración de Hipócrates como «Padre de la Medicina». Sus contribuciones ciertamente revolucionaron la práctica médica pero después de su muerte el progreso se estancó. Tan reverenciado era Hipócrates que sus enseñanzas fueron consideradas demasiado grandiosas para ser mejoradas y durante largo tiempo no se produjo ningún avance significativo en sus métodos. Los siglos posteriores a la muerte de Hipócrates estuvieron marcados en la misma medida por progresos y retrocesos. Por ejemplo, después del periodo hipocrático, la práctica de hacer historias clínicas de casos prácticamente desapareció, según Fielding Garrison.
Después de Hipócrates, el siguiente médico de relevancia fue Galeno, un griego romanizado que vivió entre los años 129 y 200 d. C. Galeno perpetuó la medicina hipocrática, desarrollándola en varias direcciones. En la Edad Media, los árabes adoptaron los métodos de Hipócrates y contribuyeron de manera fundamental a la conservación de sus enseñanzas. Después del Renacimiento, los métodos hipocráticos ganaron fama de nuevo en Europa y fueron profusamente utilizados y ampliados hasta el siglo XIX. Entre los que utilizaron las rigurosas técnicas clínicas de Hipócrates destacan Sydenham, Heberden, Charcot y Osler. Henri Huchard, un médico francés, afirmó que la recuperación de Hipócrates «conforma la historia entera de la medicina interna».
El primero de sus Aforismos, reseñado frecuentemente en latín como Ars longa vita brevis, ha sido profusamente reproducido.

### Imagen

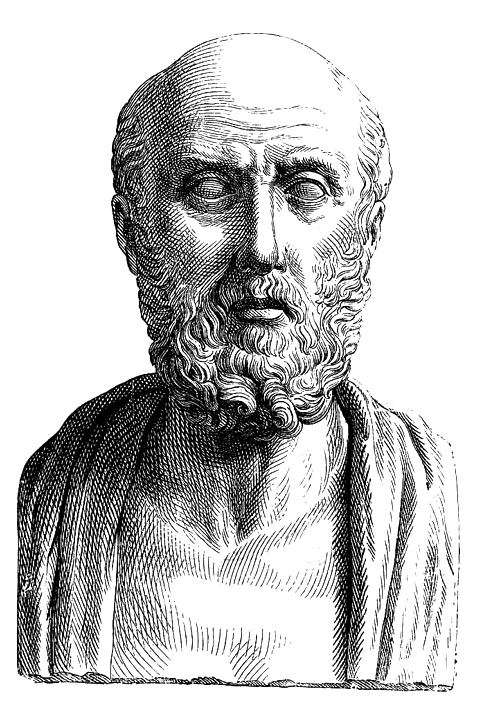
Imagen convencional de Hipócrates en un busto «retrato» romano (grabado del)

Según el testimonio de Aristóteles de Estagira, Hipócrates era conocido como «el gran Hipócrates». En cuanto a su temperamento, Hipócrates fue representado inicialmente como «un médico rural viejo, amable y digno», y más adelante como «un personaje severo y adusto». Siempre se lo considera sabio, dotado de un gran intelecto, y especialmente como una persona muy pragmática. Francis Adams lo describe como «estrictamente, el médico de la experiencia y el sentido común».
Su imagen de doctor anciano y sabio se vio reforzada por sus bustos, en los que se le representa con barba espesa y cara arrugada. Según Fielding Garrison, muchos médicos de aquel tiempo llevaban el pelo al estilo de Zeus o Asclepio, por lo que los bustos de Hipócrates que se conocen podrían ser en realidad versiones alteradas de retratos de estas deidades. Hipócrates y las creencias que simbolizaba son considerados los máximos ideales médicos. Garrison, una autoridad de la historia de la medicina, afirmó:

Es, por encima de todo, el modelo de aquel estado mental flexible, crítico y bien preparado, siempre en busca de fuentes de errores, que es la esencia misma del espíritu científico.

Su figura... se alza para siempre como la del médico ideal (...), inspirando a la profesión médica desde su muerte.

### Nombres

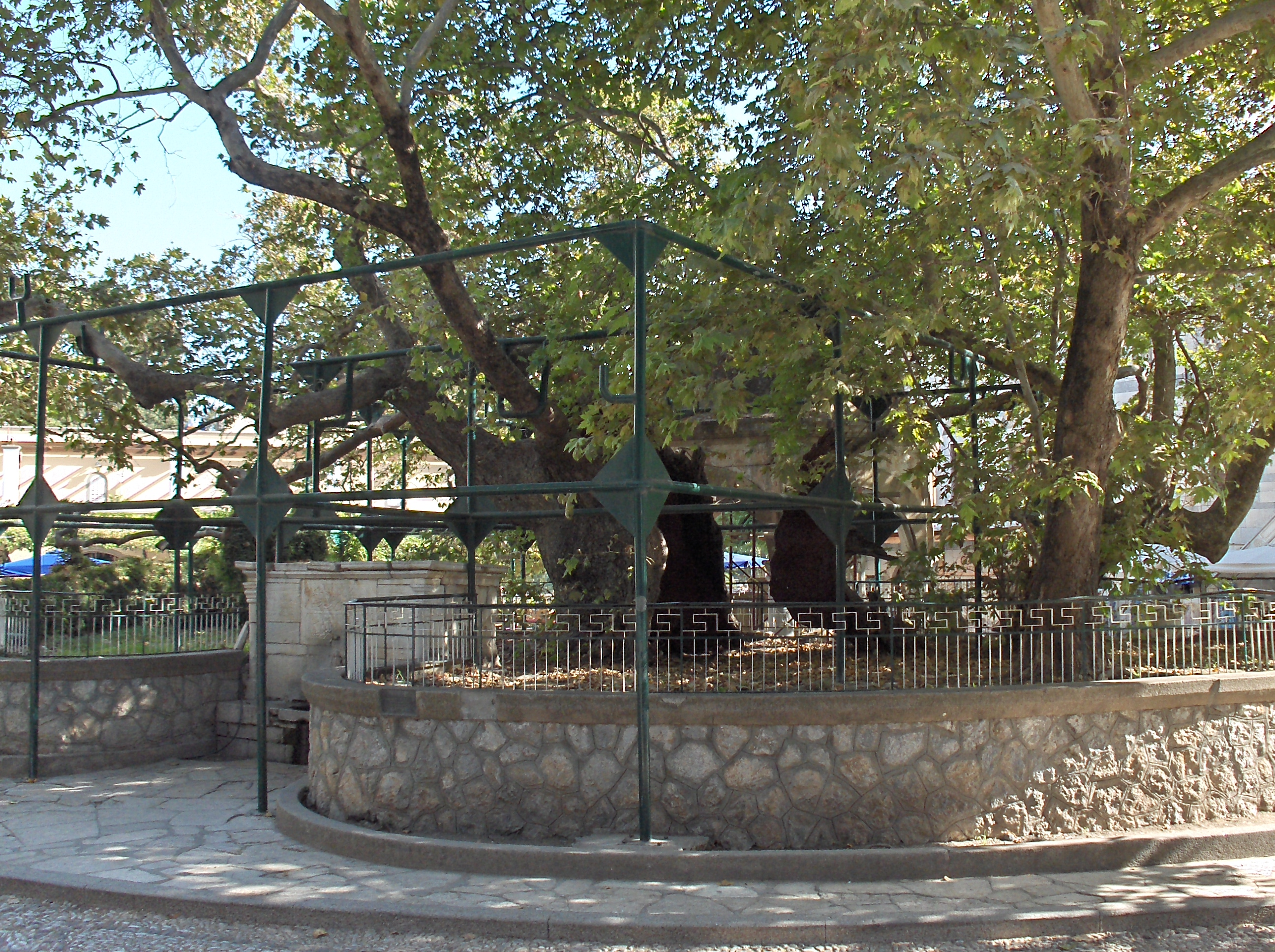
El «árbol de Hipócrates» en Cos, Grecia

Algunos síntomas y signos clínicos han sido llamados en honor de Hipócrates, porque se cree que fue la primera persona en describirlos. La «cara hipocrática» es el cambio que se produce en el rostro causado por la muerte, las enfermedades largas, evacuaciones excesivas, hambre excesiva, y situaciones similares. La acropaquia, una deformidad de los dedos y las uñas, también es conocida como «hipocratismo digital». La sucusión hipocrática es el sonido de salpicaduras internas del hidropneumotórax o piopneumotórax. El «banco hipocrático», un aparato que utiliza la tensión para ayudar a corregir la posición de los huesos y el vendaje en forma de capucha hipocrático son dos diseños llamados en honor de Hipócrates. Se cree que Hipócrates también inventó la bebida hipocrás. El risus sardonicus, un espasmo prolongado de los músculos faciales, también recibe el nombre de «sonrisa hipocrática».
En 1970 se decidió llamar en su honor «Hippocrates» a un astroblema ubicado en el lado oculto de la Luna. Así mismo, el asteroide (14367) Hippokrates lleva este nombre en su honor.
En la isla griega de Cos, le está dedicado el Museo Hipocrático, donde se conserva el árbol de Hipócrates, un ejemplar de Platanus bajo el cual se cree que enseñaba Hipócrates a sus alumnos. El Hippocrates Project es un programa del Medical Center de la Universidad de Nueva York para mejorar la educación mediante el uso de la tecnología. Project Hippocrates (acrónimo de «HIgh PerfOrmance Computing for Robot-AssisTEd Surgery») es un intento del Carnegie Mellon School of Computer Science y del Shadyside Medical Center, para desarrollar tecnologías adelantadas de planeamiento, simulación y ejecución para la próxima generación de robots quirúrgicos asistidos por ordenador. Tanto el Canadian Hippocratic Registry como el Hippocratic Registry International son organizaciones de médicos que defienden los principios del Juramento Hipocrático original como inviolables inclusive en la actualidad.

## Leyendas

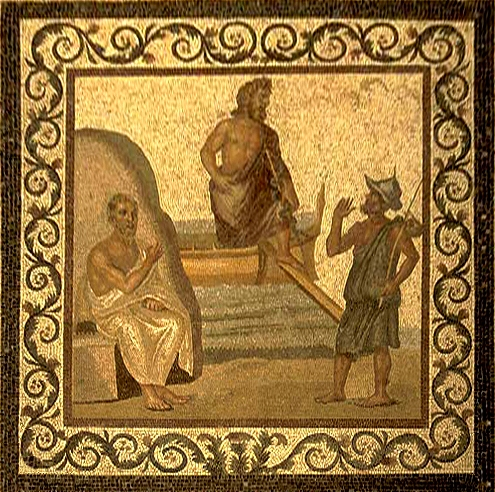
Imagen de Hipócrates en el suelo del Asclepeion de Cos, con Asclepio en el medio

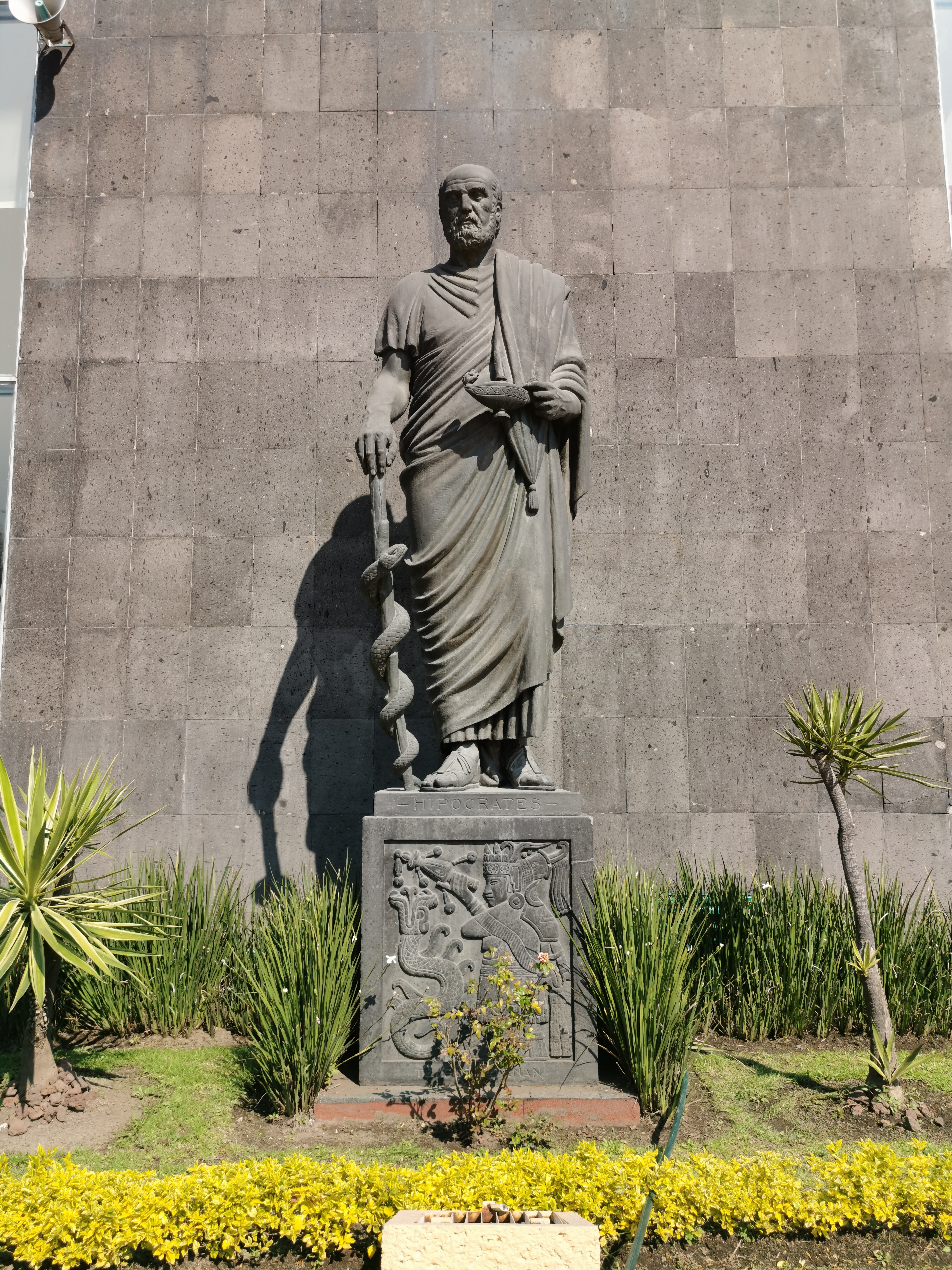
Escultura de Hipócrates en el Centro Médico Nacional Siglo XXI, Ciudad de México.

La mayoría de relatos conocidos sobre la vida de Hipócrates no se ajustan a los datos históricos, por lo que fueron probablemente inventados, o son muy similares a los que existen sobre Avicena y Sócrates, lo que sugiere un origen legendario. Incluso durante su vida, Hipócrates disfrutó de un gran renombre y surgieron relatos de curaciones milagrosas a su alrededor. Por ejemplo, se dice que Hipócrates ayudó a curar a los atenienses, durante la plaga de Atenas, encendiendo grandes fuegos a modo de «desinfectantes» y aplicando otros tratamientos. Hay una historia que dice que Hipócrates curó al rey Pérdicas II de Macedonia del «mal de amores». Ninguno de estos relatos está corroborado por los historiadores y por lo tanto es inverosímil que hubieran ocurrido.
Otra leyenda explica cómo Hipócrates rehusó una petición formal de visitar la corte de Artajerjes II, Rey de Reyes de Persia. La validez de este relato es aceptada por fuentes antiguas pero refutada por algunas modernas, de manera que es objeto de debate. Otra tradición dice que el filósofo Demócrito era considerado un loco porque se reía de todo, así que fue enviado a Hipócrates para que lo curara. Hipócrates diagnosticó que simplemente tenía una personalidad alegre. Desde entonces, Demócrito ha sido conocido como «el filósofo de la risa».
No todas las historias sobre Hipócrates lo presentan de manera positiva. En una leyenda se dice que Hipócrates huyó después de prender fuego a un templo de curación en Grecia. Sorano de Éfeso, la fuente de esta historia, indica que se trataba del templo de Cnido. Sin embargo, siglos más tarde, el gramático griego bizantino Juan Tzetzes escribió que Hipócrates prendió fuego a su propio templo, el Templo de Cos, especulando que lo hizo para mantener el monopolio del conocimiento médico. Este relato no concuerda con las afirmaciones tradicionales acerca de la personalidad de Hipócrates. Otras leyendas relatan la resurrección del sobrino de Augusto, conseguida supuestamente gracias a la erección de una estatua de Hipócrates y la creación de una cátedra en su honor en Roma. Se creía que incluso la miel de una colmena situada en su tumba tenía poderes curativos.

### Genealogía
Las leyendas alrededor de Hipócrates abarcan incluso su genealogía, que le hace descendiente por herencia paterna directamente del dios Asclepio y por vía materna de Heracles. Según las Quilíadas de Juan Tzetzes, el ahnentafel de Hipócrates de Cos, llamado el segundo, es:
1. Hipócrates II. «El padre de la medicina».

2. Heráclides.

4. Hipócrates I.

8. Gnosídico.

16. Nebre.

32. Techado III.

64. Teodoro II.

128. Techado II.

256. Teodoro.

512. Cleomitades.

1024. Crisamis.

2048. Dárdano.

4096. Sostato.

8192. Hipoloco.

16384. Podalirio.

32768. Asclepio.

## Bibliografía

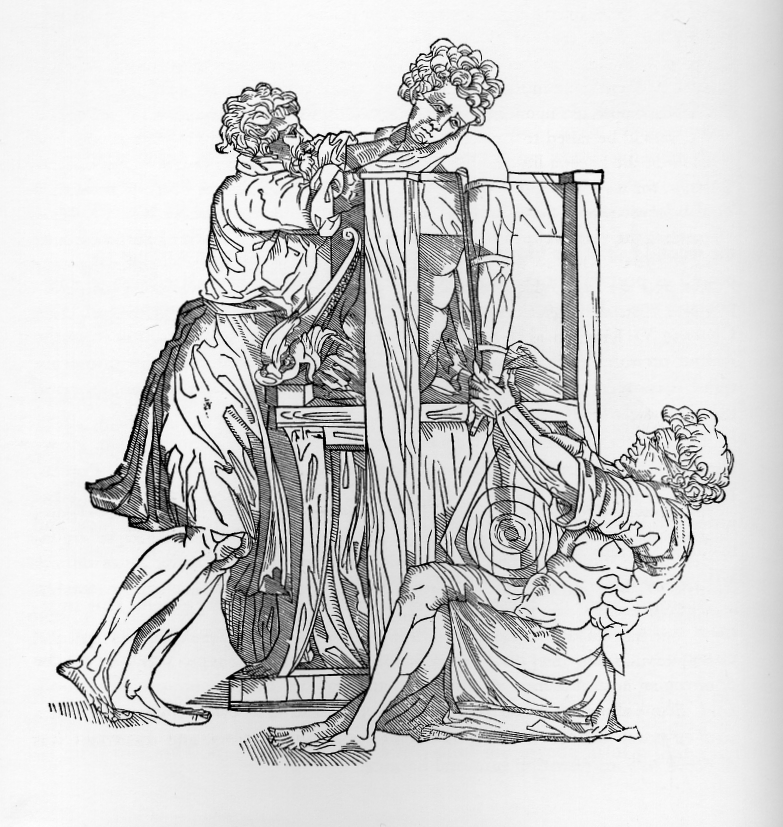
Una xilografía representado la cura de un hombro dislocado con un dispositivo descrito por Hipócrates.

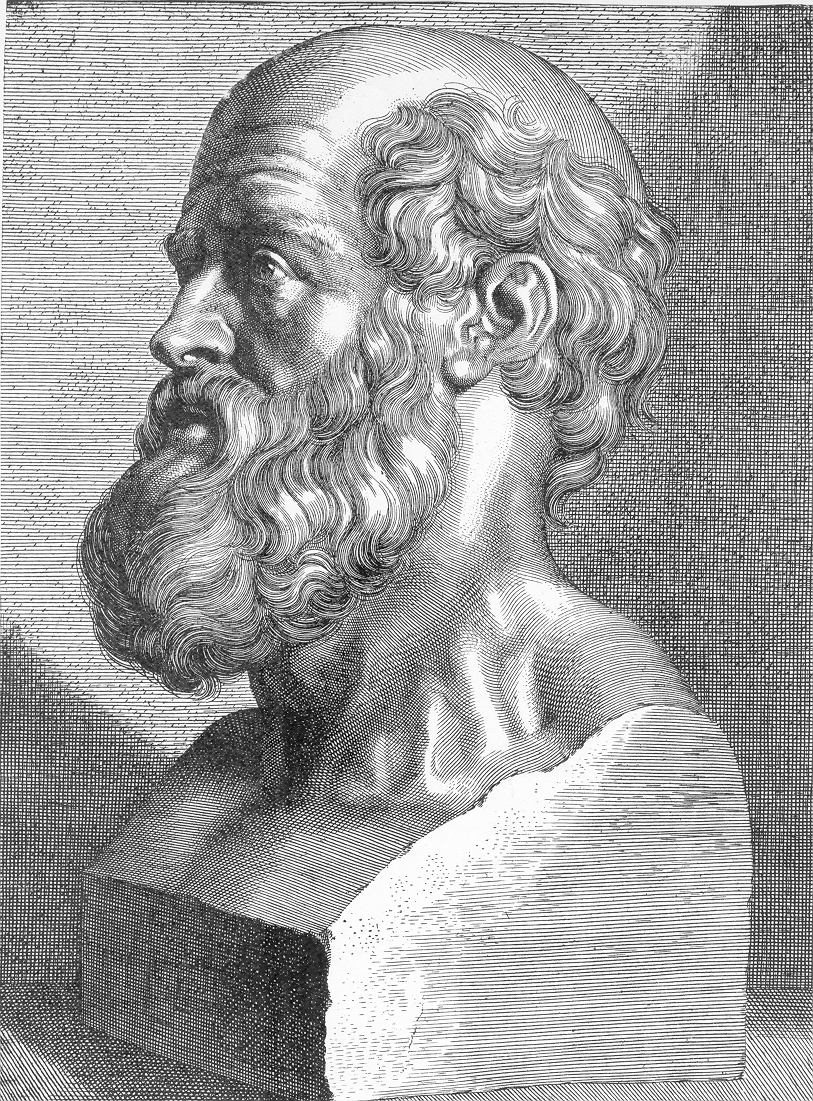
Hipócrates, por J.G de Lint (1867-1936).